# Sint-Jan-Baptistkerk (Antwerpen)
De Sint-Jan de Doperkerk is een parochiekerk in de stad Antwerpen, gelegen aan Lange Elzenstraat 79.
De parochie komt voort uit de wens van het bisdom om de stadsparochies niet meer dan 10.000 zielen te laten tellen. Vanaf 1968 kon de eetzaal van het Koninklijk Instituut gebruikt worden als kapel. In 1969 werd daar de eerste Mis opgedragen. Ondertussen werd een garage omgebouwd tot definitieve kerk. Deze werd in 1971 in gebruik genomen. De ingang is in een gewoon winkelpand en wordt gesierd door een Mariabeeld tegen de gevel. De kerk werd bediend door een kapelaan. In 1976 werd deze aangesteld als pastoor van de parochie.